# Athysanella molesta
Athysanella molesta är en insektsart som beskrevs av Ball och Beamer 1940. Athysanella molesta ingår i släktet Athysanella och familjen dvärgstritar. Inga underarter finns listade i Catalogue of Life.